# Águilas no cazan moscas
Águilas no cazan moscas es una película colombiana dirigida por Sergio Cabrera. El refrán águilas no cazan moscas se refiere a que los hombres grandes no deben ocuparse de asuntos pequeños, al igual que las águilas, grandes, no cazan moscas, pequeñas.

## Sinopsis
No era la primera vez que Vladimir Oquendo oía decir que su padre no era su padre¸ pero esta vez perdió la paciencia. Parra¸ su condiscípulo de la infancia y compañero de la academia militar¸ se lo dijo de modo tan insolente y reiterado que le hizo revivir las dudas¸ causantes de sus pesadillas durante los últimos diez años. Allí comienza un viaje hacia la búsqueda de la verdad y las causas de un remoto duelo que ya se volvió mito. Consultando¸ descarta y confirma testimonios¸ hasta conocer el alma rebelde de su padre. 
Esta película reutiliza imágenes de una producción anterior del mismo Sergio Cabrera titulada Técnicas de duelo: Una cuestión de honor (1988).

## Reparto
- Frank Ramírez como el profesor Albarracín.
- Humberto Dorado como el carnicero Oquendo.
- Florina Lemaitre como Miriam de Oquendo.
- Ángelo Javier Lozano como Vladimir Oquendo.
- Fausto Cabrera como el padre Troncoso.
- Vicky Hernández como Encarnación.
- Luis Fernando Múnera como Gustavo Calle.
- Martha Osorio como La Hermana Margarita.
- Kepa Amuchastegui como el Carpintero.

## Reconocimientos
Ganó el premio especial del jurado en reconocimiento al cine latinoamericano del Festival de Sundance del año 1995, además del premio de la Unesco en el Festival de Venecia, el Colón de Oro del Público al Mejor Largometraje en el Festival de Huelva y el Gran premio del público del Festival de Biarritz, todos ellos en 1994.